# Nanotecnología

Representación animada de un nanotubo de carbono.

La nanotecnología es la manipulación de la materia a una escala nanométrica. La más temprana descripción de la nanotecnología se refiere a la meta tecnológica particular de manipular en forma precisa los átomos y moléculas para la fabricación de productos con componentes muy pequeños (a nanoescala) donde se hacen visibles los efectos de la mecánica cuántica, ahora también referida como nanotecnología molecular. La Iniciativa Nanotecnológica Nacional de Estados Unidos, define de forma más general la nanotecnología como la manipulación de la materia con al menos una dimensión del tamaño de entre 1 a 100 nanómetros. Esta definición es ampliamente aceptada en el campo de la física y la química; sin embargo en el campo de la biología se aceptan como nanopartículas aquellas con un al menos una dimensión menor a 1000 nanómetros. Esta definición refleja el hecho de que los efectos de la mecánica cuántica son importantes a esta escala del dominio cuántico y, así, la definición pasó de referirse a una tecnología en particular a una campo más amplio que incluye todos los tipos de investigación y tecnologías relacionadas con las propiedades especiales de la materia bajo cierto umbral de tamaño. Es común el uso de la forma plural «nanotecnologías» así como «tecnologías de nanoescala». Debido a la variedad de potenciales aplicaciones médicas, industriales y militares, los gobiernos han invertido miles de millones de dólares en investigación de la nanotecnología. A través de su Iniciativa Nanotecnológica Nacional, Estados Unidos ha invertido 3700 millones de dólares. La Unión Europea ha invertido[cita requerida] 1200 millones y Japón 750 millones de dólares.
La nanotecnología definida por el tamaño es naturalmente un campo muy amplio, que incluye diferentes disciplinas de la ciencia tan diversas como la ciencia de superficies, química orgánica, biología molecular, física de los semiconductores, microfabricación, etc. Las investigaciones y aplicaciones asociadas son igualmente diversas, yendo desde extensiones de la física de los dispositivos a nuevas aproximaciones completamente nuevas basadas en el autoensamblaje molecular, desde el desarrollo de nuevos materiales con dimensiones en las nanoescalas al control directo de la materia a escala atómica.
Actualmente los científicos están debatiendo el futuro de las implicaciones de la nanotecnología. La nanotecnología puede ser capaz de crear nuevos materiales y dispositivos con un vasto alcance de aplicaciones, tales como en la medicina, electrónica, biomateriales, y la producción de energía. Por otra parte, la nanotecnología hace surgir las mismas preocupaciones que cualquier nueva tecnología, incluyendo preocupaciones acerca de la toxicidad y el impacto ambiental de los nanomateriales, y sus potenciales efectos en la economía global, así como especulaciones acerca de varios escenarios apocalípticos. Estas preocupaciones han llevado al debate entre varios grupos de defensa y gobiernos sobre si se requieren regulaciones especiales para la nanotecnología.

## Regulaciones
No existe ni unanimidad ni claridad en torno al uso de la nanotecnología y todo de lo que ella se deriva: tanto la seguridad como la privacidad de los posibles riesgos no están calculados. 

## Diferencia entre nanotecnología y nanociencia
La nanotecnología comprende el estudio, diseño, creación, síntesis, manipulación y aplicación de materiales, aparatos y sistemas funcionales a través del control de la materia a nanoescala, y la explotación de fenómenos y propiedades de la materia a nanoescala. 
Cuando se manipula la materia a escala tan minúscula, presenta fenómenos y propiedades totalmente nuevas. Por lo tanto, los científicos utilizan la nanotecnología para crear materiales, aparatos y sistemas novedosos y poco costosos con propiedades únicas.
No obstante, la nanociencia es una disciplina dedicada al estudio de los fenómenos físicos, químicos y biológicos que ocurren a escala nanométrica.

## Historia
El ganador del premio Nobel de Física de 1965, Richard Feynman, fue el primero en hacer referencia a las posibilidades de la nanociencia y la nanotecnología en un discurso que dio en el Caltech (Instituto Tecnológico de California) el 29 de diciembre de 1959, titulado En el fondo hay espacio de sobra (There's Plenty of Room at the Bottom), en el que describe la posibilidad de la síntesis vía la manipulación directa de los átomos. El término "nanotecnología" fue usado por primera vez por Norio Taniguchi en el año 1974, aunque esto no es ampliamente conocido.

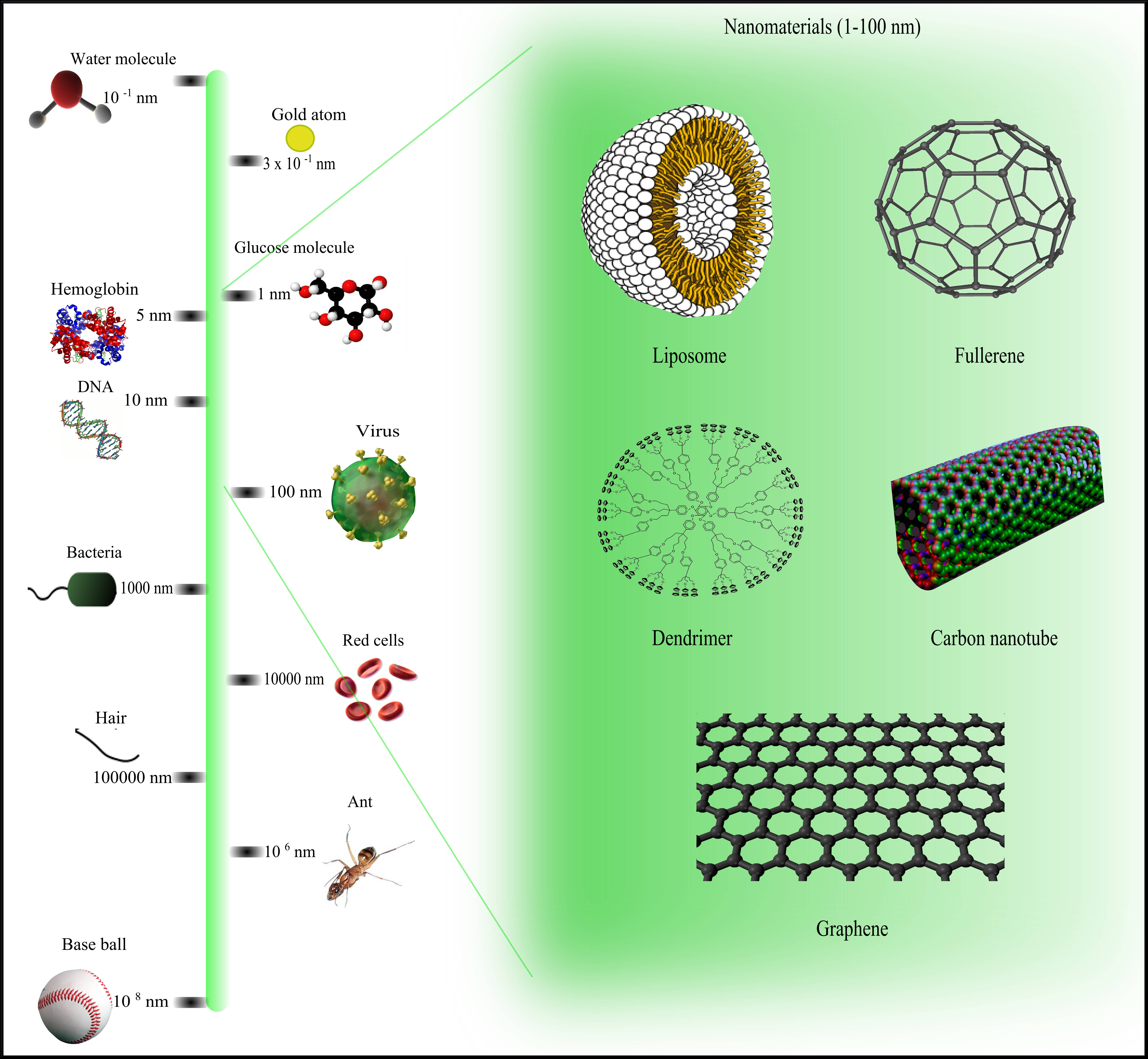
Comparaciones de los tamaños de los nanomateriales.

Inspirado en los conceptos de Feynman, en forma independiente K. Eric Drexler usó el término "nanotecnología" en su libro del año 1986 Motores de la Creación: La Llegada de la Era de la Nanotecnología (en inglés: Engines of Creation: The Coming Era of Nanotechnology), en el que propuso la idea de un "ensamblador" a nanoescala que sería capaz de construir una copia de sí mismo y de otros elementos de complejidad arbitraria con un nivel de control atómico. También en el año 1986, Drexler cofundó The Foresight Institute (en castellano: El Instituto de Estudios Prospectivos), con el cual ya no tiene relación, para ayudar a aumentar la conciencia y comprensión pública de los conceptos de la nanotecnología y sus No existe niimplicaciones.No existe ni
Así, el surgimiento de la nanotecnología como un campo en la década de 1980 ocurrió por la convergencia del trabajo teórico y público de Drexler, quien desarrolló y popularizó un marco conceptual para la nanotecnología, y los avances experimentales de alta visibilidad que atrajeron atención adicional a amplia escala a los prospectos del control atómico de la materia.
Por ejemplo, la invención del microscopio de efecto túnel en el año 1981 proporcionó una visualización sin precedentes de los átomos y enlaces individuales, y fue usado exitosamente para manipular átomos individuales en el año 1989. Los desarrolladores del microscopio Gerd Binnig y Heinrich Rohrer del IBM Zúrich Research Laboratory (en castellano: Laboratorio de Investigación Zúrich IBM) recibieron un Premio Nobel en Física en el año 1986. Binnig, Quate y Gerber también inventaron el microscopio de fuerza atómica análogo ese año.

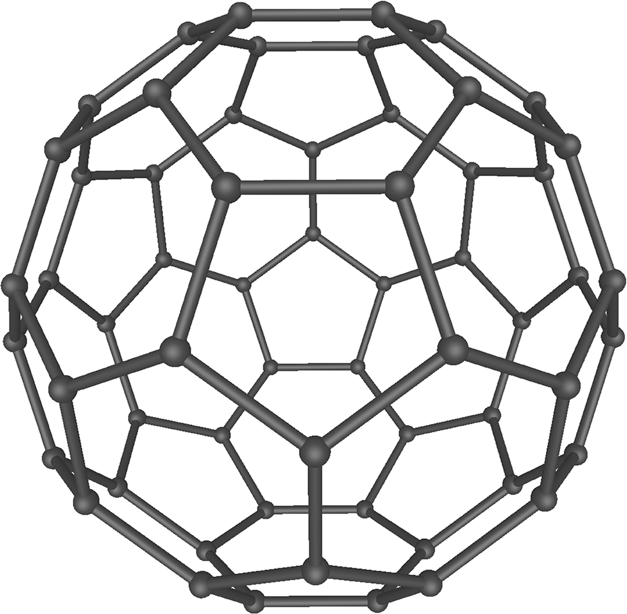
Buckminsterfullereno C_{60}, también conocido como buckybola, es un miembro representativo de las estructuras de carbono conocidas como fullerenos. Los miembros de la familiar del fullereno son una materia principal de investigación que cae bajo el interés de la nanotecnología.

Los fullerenos fueron descubiertos en el año 1985 por Harry Kroto, Richard Smalley y Robert Curl, quienes en conjunto ganaron el Premio Nobel de Química del año 1996. Inicialmente el C60 no fue descrito como nanotecnología; el término fue utilizado en relación con el trabajo posterior con los tubos de grafeno (llamados nanotubos de carbono) con aplicaciones potenciales para dispositivos y electrónica de nanoescala.
A principios de la década de 2000, el campo cosechó un incrementado interés científico, político y comercial que llevó tanto a la controversia como al progreso. Las controversias surgieron en relación con las definiciones y potenciales implicaciones de las nanotecnologías, ejemplificado por el informe de la Royal Society acerca de la nanotecnología. Los desafíos surgieron de la factibilidad de las aplicaciones imaginadas por los proponentes de la nanotecnología molecular, que culminó en un debate público entre Drexler y Smalley en el año 2001 y el año 2003.
Mientras tanto, la comercialización de los productos basados en los avances de las tecnologías a nanoescala comenzaron a surgir. Estos productos están limitados a aplicaciones a granel de los nanomateriales y no involucran el control atómico de la materia. Algunos ejemplos incluyen a la plataforma Nano Silver que utiliza nanopartículas de plata como un agente antibacterial, los protectores solares transparentes basados en nanopartículas y de los nanotubos de carbono para telas resistentes a las manchas.
Los gobiernos se movieron a la promoción y el financiamiento de la investigación en nanotecnología, comenzando por Estados Unidos con su Iniciativa Nanotecnológica Nacional, que formalizó la definición de la nanotecnología basada en el tamaño y que creó un fondo de financiamiento para la investigación de la nanoescala.
Para mediados de la década del 2000 nueva y seria atención científica comenzó a florecer. Proyectos emergieron para producir una hoja de ruta para la nanotecnología que se centraba en la manipulación atómica precisa de la materia y que discute las capacidades, metas y aplicaciones existentes y proyectadas.
Otras personas de esta área fueron Rosalind Franklin, James Dewey Watson y Francis Crick quienes propusieron que el ADN era la molécula principal que jugaba un papel clave en la regulación de todos los procesos del organismo, revelando la importancia de las moléculas como determinantes en los procesos de la vida.
Pero estos conocimientos fueron más allá, ya que con esto se pudo modificar la estructura de las moléculas, como es el caso de los polímeros o plásticos que hoy en día encontramos en nuestros hogares. Pero hay que decir que a este tipo de moléculas se les puede considerar “grandes”.
Hoy en día la medicina tiene más interés en la investigación en el mundo microscópico, ya que en él se encuentran posiblemente las alteraciones estructurales que provocan las enfermedades, y no hay que decir de las ramas de la medicina que han salido más beneficiadas como es la microbiología, inmunología, fisiología; han surgido también nuevas ciencias como la Ingeniería Genética, que ha generado polémicas sobre las repercusiones de procesos como la clonación o la eugenesia.
El desarrollo de la nanociencia y la nanotecnología en América Latina es relativamente reciente, en comparación a lo que ha ocurrido a nivel global. Países como México, Costa Rica, Argentina, Venezuela, Colombia, Brasil y Chile contribuyen a nivel mundial con trabajos de investigación en distintas áreas de la nanociencia y la nanotecnología. Además, algunos de estos países cuentan también con programas educativos a nivel licenciatura, maestría, posgrado y especialización en el área.

## Conceptos de la nanotecnología
La nanotecnología es la ingeniería de sistemas funcionales a escala molecular. Esto cubre tanto el actual trabajo como conceptos que son más avanzados. En su sentido original, la nanotecnología se refiere a la habilidad proyectada para construir elementos desde lo más pequeño a lo más grande, usando técnicas y herramientas, que actualmente están siendo desarrolladas, para construir productos completos de alto desempeño.
Un nanómetro (nm) es la mil millonésima parte, o 10−9, de un metro. Por comparación, los típicos largos de enlaces carbono-carbono, o el espacio entre estos átomos en una molécula, están alrededor de los 0,12–0,15 nm y la doble hélice de un ADN tiene un diámetro de alrededor de 2 nm. Por otra parte, la forma de vida celular más pequeña, la bacteria del género Mycoplasma, tienen alrededor de 200 nm de largo. Por convención, la nanotecnología es medida en el rango de escala de entre 1 a 100 nm de acuerdo a la definición usada por la Iniciativa Nanotecnológica Nacional en Estados Unidos. El límite inferior está dado por el tamaño de los átomos (el hidrógeno tiene los átomos más pequeños, que tienen un radio aproximado de un veinteavo de nm conocido como radio de Bohr) dado que la nanotecnología debe fabricar sus dispositivos a partir de átomos y moléculas. El límite superior es más o menos arbitrario, pero se encuentra alrededor del tamaño en que fenómenos que no pueden ser observados en estructuras más grandes comienzan a ser aparentes y pueden ser usados en el nanodispositivo. Estos nuevos fenómenos hacen que la nanotecnología sea distinta de los dispositivos que son meramente versiones miniaturizadas de un dispositivo macroscópico equivalente; tales dispositivos se encuentran a una escala más grande y caen bajo la descripción de microtecnología.
Para poner la escala en otro contexto, el tamaño comparativo de un nanómetro a un metro es lo mismo que el de una roca al tamaño de la Tierra. Otra forma de ponerlo: un nanómetro es la cantidad en que la barba de un hombre promedio crece en el tiempo al que a este le toma levantar la afeitadora a su cara.
Se usan dos aproximaciones a la nanotecnología. En la aproximación "del fondo hacia arriba", los materiales y dispositivos son construidos a partir de componentes moleculares que se ensamblan por sí mismos químicamente por los principios del reconocimiento molecular. En la aproximación "de arriba abajo", los nano-objetos son construidos a partir de entidades más grandes con un control a nivel atómico.
Áreas de la física tales como la duvitación nanoelectrónica, la nanomecánica, nanofotónica y la nanoiónica han evolucionado durante estás últimas pocas décadas para proporcionar un fundamento científico básico a la nanotecnología.

### De lo más grande a lo más pequeño: una perspectiva desde los materiales

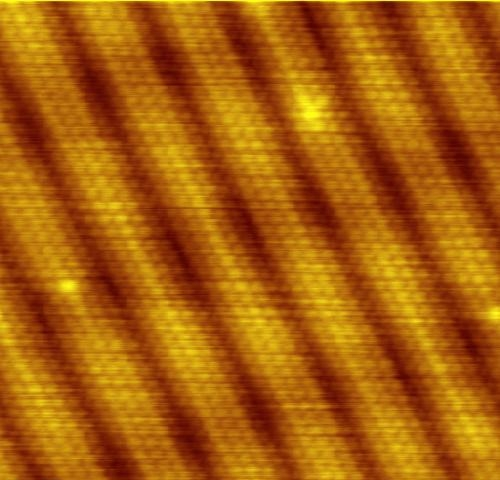
Imagen de una reconstrucción de una superficie de Oro(100) limpia, como se puede visualizar usando un microscopio de efecto túnel. Se pueden ver las posiciones de los átomos individuales que componen la superficie.

Varios fenómenos se vuelven pronunciados a medida que el tamaño del sistema disminuye. Estos incluyen efectos mecánicos estadísticos, así como efectos mecánicos cuánticos, por ejemplo el “efecto del tamaño del Cuanto” donde las propiedades electrónicas de los sólidos son alteradas con grandes reducciones en el tamaño de la partícula. Este efecto no se ponen en juego al ir desde las dimensiones macro a las dimensiones micro. Sin embargo, los efectos cuánticos pueden convertirse en significantes cuando el tamaño del nanómetro es alcanzado, normalmente en distancias de 100 nanómetros o menos, el así llamado dominio cuántico. Adicionalmente, una variedad de propiedades físicas (mecánicas, eléctricas, ópticas, etc.) cambian cuando se les compara con los sistemas macroscópicos. Un ejemplo es el aumento en la proporción del área superficial al volumen alterando las propiedades mecánicas, termales y catalíticas de los materiales. La difusión y reacciones a nivel de nano escala, los materiales de las nanoestructuras y de los nanodispositivos con rápido transporte de iones generalmente son conocidas como nanoiónicas. Las propiedades mecánicas de los nanosistemas son de interés en la investigación de la nanomecánica. La actividad catalítica de los nanomateriales también abren potenciales riesgos en su interacción con los biomateriales.
Los materiales reducidos a la nanoescala pueden mostrar propiedades diferentes cuando se les compara con las que ellos exhiben a macroescala, permitiendo aplicaciones únicas. Por ejemplo, las substancias opacas pueden convertirse en transparentes (cobre); materiales estables pueden convertirse en combustible (aluminio); materiales insolubles pueden convertirse en solubles (oro). Un material tal como el oro, que es químicamente inerte a escala normales, puede servir como un potente catalizador químico a nanoescalas. La mayor parte de la fascinación con la nanotecnología surge de estos fenómenos cuánticos y de superficie que la materia exhibe a nanoescala.

### De lo simple a lo complejo: una perspectiva molecular
La química sintética moderna ha alcanzado el punto donde es posible preparar pequeñas moléculas para casi cualquier estructura. Estos métodos son usado hoy en día para fabricar una amplia variedad de químicos útiles tales como farmacéuticos o polímeros comerciales. Esta habilidad hace surgir la pregunta de extender esta clase de control al siguiente nivel más grande, buscando métodos para ensamblar estas moléculas únicas en estructuras o ensamblajes supramoleculares consistentes de muchas moléculas dispuestas en una forma bien definida.
Estas aproximaciones utilizan los conceptos de autoensamblaje molecular o química supramolecular para disponer en forma automática sus propias estructuras en algún ordenamiento útil a través de una aproximación desde el fondo hacia arriba. El concepto de reconocimiento molecular es especialmente importante: las moléculas pueden ser diseñadas de tal forma que una configuración u ordenamiento específico sea favorecida debido a las fuerzas intermoleculares no covalentes. Las reglas de emparejamiento de bases de Watson-Crick son un resultado directo de esto, así como la especificidad de una enzima siendo apuntada a un único sustrato o el plegamiento de la proteína en sí misma. Así, dos o más componentes pueden ser diseñado para complementariedad y atracción mutua de tal forma que construyan un todo más complejo y útil.
La aproximaciones desde el fondo hacia arriba debería ser capaces de producir dispositivos en paralelo y ser mucho más baratas que los métodos de arriba abajo, pero potencialmente podrían ser sobrepasadas a medida que el tamaño y la complejidad del ensamblaje deseado aumente. Las estructuras más exitosas requieren arreglos de átomos complejos y termodinámicamente poco probables. Sin embargo, existen muchos ejemplos de autoensamblaje basados en el reconocimiento molecular en la biología, uno de los más notables es el pareo de base de Watson-Crick y las interacciones enzima-substrato. El desafío para la nanotecnología es descubrir si estos principios pueden ser usados para lograr nuevas construcciones adicionales a las naturales ya existentes.

### Nanotecnología molecular: una visión de largo plazo
La nanotecnología molecular, algunas veces llamada fabricación molecular, describe nanosistemas manufacturados (máquinas a nanoescala) operando a escala molecular. La nanotecnología molecular está asociada especialmente con el ensamblador molecular, una máquina que puede producir una estructura o dispositivo deseado átomo por átomo usando los principios de la mecanosíntesis. La fabricación en el contexto de los nanosistemas productivos no está relacionado con, y debería ser claramente distinguido de, las tecnologías convencionales usadas para la fabricación de nanomateriales tales como nanotubos y nanopartículas de carbono.
Cuando el término "nanotecnología" fue acuñado en forma independiente y popularizado por Eric Drexler (quien en ese momento no sabía de un uso anterior realizado por Norio Taniguchi) para referirse a una tecnología futura de fabricación basado en sistemas de máquina moleculares. La premisa era que las analogías biológicas a escala molecular de los componentes de máquinas tradicionales demostraban que las máquinas moleculares eran posibles: existen incontables ejemplos en la biología, se sabe que sofisticadas máquinas biológicas optimizadas estocásticamente pueden ser producidas.
Se espera que los desarrollos en la nanotecnología harán posible su construcción por algún otro medio, quizás usando principios de biomimesis. Sin embargo, Drexler y otros investigadores han propuesto que una nanotecnología avanzada, aunque quizás inicialmente implementada por medios biomiméticos, finalmente podría estar basada en los principios de la ingeniería mecánica, es decir, una tecnología de fabricación basada en la funcionalidad mecánica de estos componentes (tales como engranajes, rodamientos, motores y miembros estructurales) que permitirían un ensamblaje programable y posicional a una especificación atómica. La física y el desempeño ingenieril de diseños de ejemplo fueron analizados en el libro de Drexler llamado Nanosistemas.
En general es muy difícil ensamblar dispositivos a escala atómica, ya que uno tiene que posicionar átomos sobre otros átomos de grosor y tamaño comparables. Otra visión, expresada por Carlo Montemagno, es que los futuros nanosistemas serán híbridos de la tecnología del sílice y de máquinas moleculares biológicas. Richard Smalley argumenta que la mecanosíntesis es imposible debido a las dificultades en la manipulación mecánica de moléculas individuales.
Esto llevó a un intercambio de cartas entre la publicación Chemical & Engineering News de la ACS en el año 2003. Aunque la biología claramente demuestra que los sistemas de máquinas moleculares son posibles, las máquinas moleculares no biológicas actualmente están solo en su infancia. Los líderes en la investigación de las máquinas moleculares no biológicas son Alex Zettl y su colegas que trabajan en el Lawrence Berkeley National Laboratory y en la UC Berkeley. Ellos han construido al menos tres dispositivos moleculares distintos cuyos movimientos son controlados desde el escritorio cambiando el voltaje: un nanomotor de nanotubos, un actuador, y un oscilador de relajación nanoelectromecánico.
Un experimento que indica que un ensamblaje molecular posicional es posible fue desarrollado por Ho y Lee en la Universidad Cornell en el año 1999. Ellos usaron un microscopio de efecto túnel para mover una molécula de monóxido de carbono (CO) hacia un átomo individual de hierro (Fe) ubicado en un cristal plano de plata, y enlazar químicamente el CO con el Fe aplicando un voltaje.

## Investigación actual

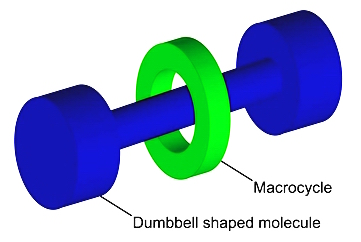
Representación gráfica de un rotaxano, útil como un interruptor molecular.

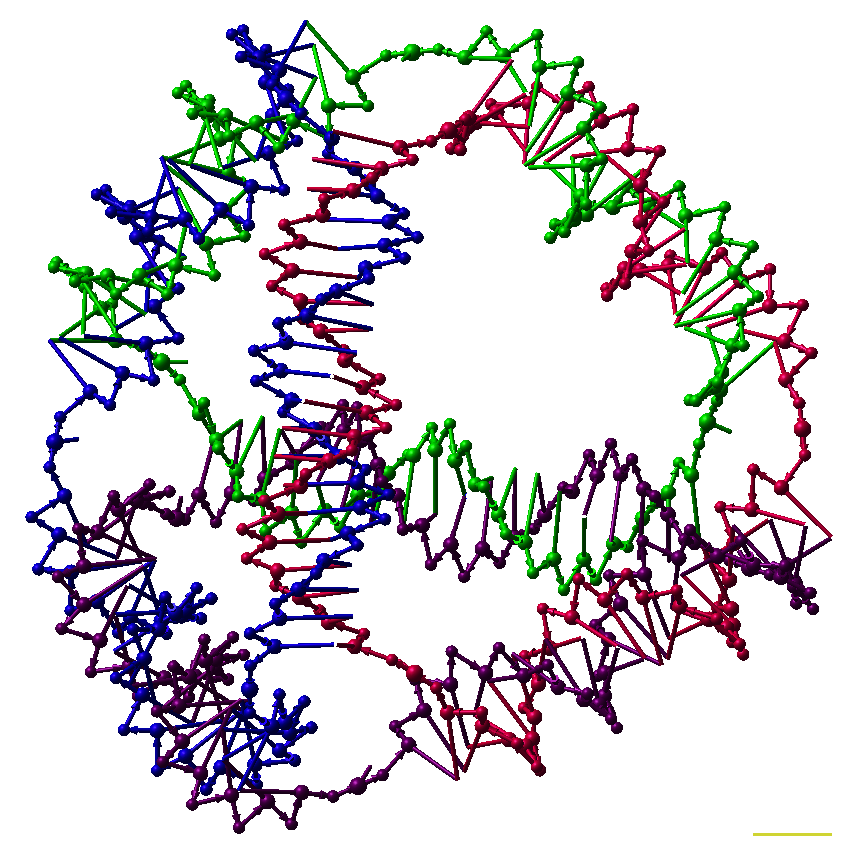
Este tetraedro de ADN es una nanoestructura diseñada artificialmente del tipo construida en el campo de la nanotecnología de ADN. Cada borde del tetraedro es una doble hélice de par base de ADN, y cada vértice es un unión de tres brazos.

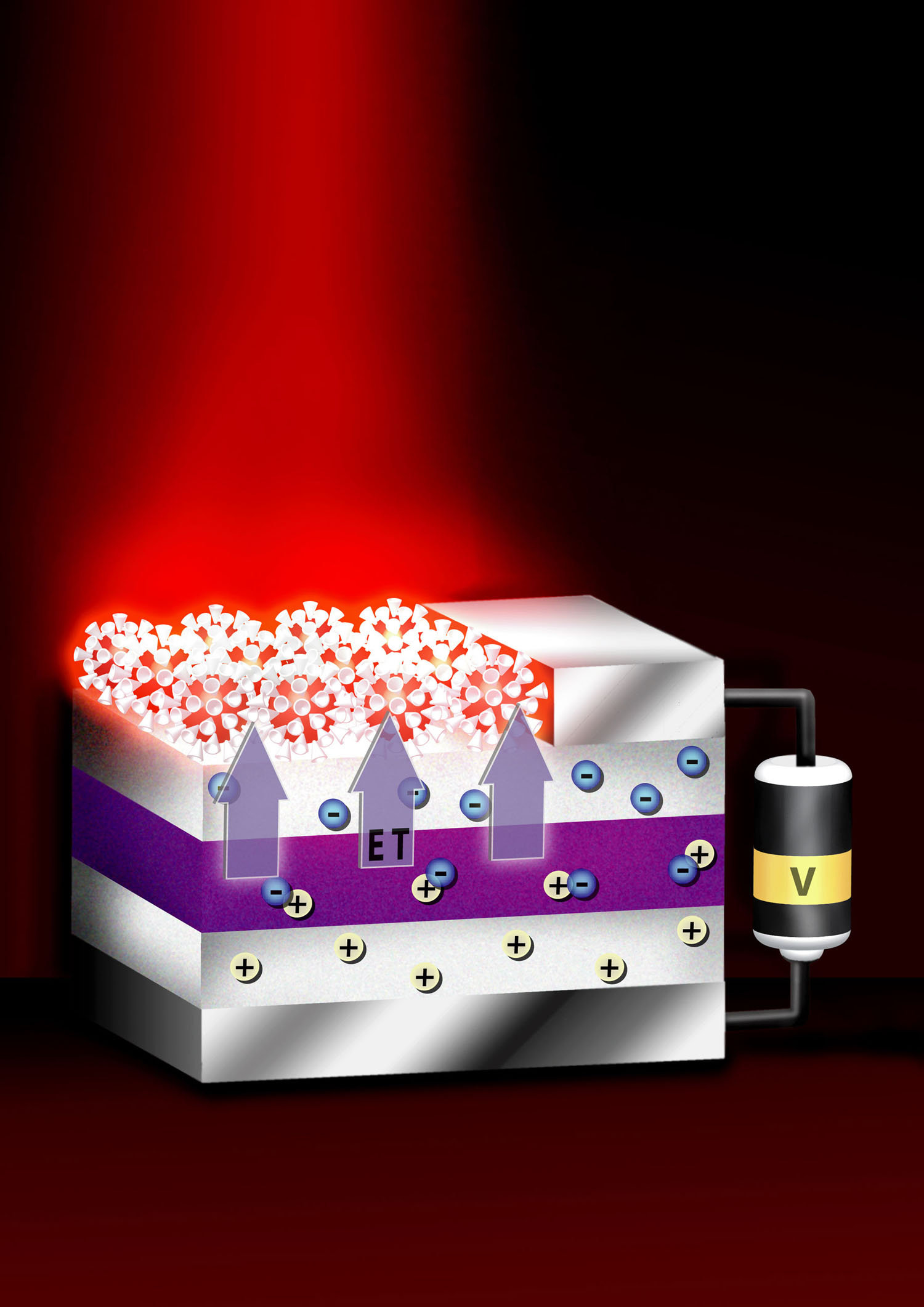
Este dispositivo transfiere energía desde capas de grosor nano de los pozos cuánticos a los nanocristales ubicados arriba, causando que los nanocristales emitan luz visible.

### Nanomateriales
El campo de los nanomateriales incluye los subcampos que desarrollan o estudian los materiales que tienen propiedades únicas que surgen de sus dimensiones a nanoescala.
- La ciencia de Interfaz y coloide ha identificado muchos materiales que pueden ser útiles en la nanotecnología, tales como los nanotubos de carbono y otros fullerenos, y varias nanopartículas y nanoroides. Los nanomateriales con rápido transporte de iones también están relacionados con la nanoiónica y a la nanoelectrónica.
- Los materiales a nanoescala también puede ser usados para aplicaciones en volumen; la mayoría de las aplicaciones comerciales actuales de la nanotecnología son de este tipo.
- Se ha realizado progreso en la utilización de estos materiales para aplicaciones médicas, ver nanomedicina.
- Los materiales a nanoescala tales como los nanopilares algunas veces son usados en las celdas solares para bajar los costos de las celdas solares de silicio tradicionales.
- El desarrollo de aplicaciones que incorporan nanopartículas semiconductoras que serán usadas en la siguiente generación de productos, tales como tecnología de pantallas, iluminación, celdas solares e imágenes biológicas; ver punto cuántico.

### Enfoque de abajo arriba
Estos buscan disponer los componentes más pequeños en estructuras más complejas.
- La nanotecnología de ADN utiliza la especificidad del pareo de base de Watson-Crick para construir estructuras bien definidas a partir del ADN y otros ácidos nucleicos.
- Se aproxima desde el campo de la síntesis química "clásica" (síntesis inorgánica y orgánica) y también su objetivo es el diseño de moléculas con una forma bien definida (por ejemplo bis-péptidos[35]).
- Más generalmente, el autoensamblaje molecular busca usar los conceptos de química supramolecular y el reconocimiento molecular en particular, para causar que componentes uni-moleculares se dispongan automáticamente por sí mismos en alguna conformación útil.

### Enfoque de arriba abajo
Estos buscan crear dispositivos más pequeños usando unos más grandes para controlar su ensamblaje.
- Muchas tecnologías que trazan su origen a los métodos de estado sólido de silicio para fabricar microprocesadores ahora son capaces de crear características más pequeñas que 100 nm, lo cae en la definición de nanotecnología. Discos duros basados en la magnetorresistencia gigante ya en el mercado caen dentro de esta descripción,[36] así como las técnicas de deposición de capas atómicas (en inglés: Atomic Layer Deposition, ALD). Peter Grünberg y Albert Fert recibieron un Premio Nobel en Física en el año 2007 por su descubrimiento de la magnetorresistencia gigante y sus contribuciones al campo de la espintrónica.[37]
- Las técnicas de estado sólido también pueden ser usadas para crear dispositivos conocidos como sistemas nanoelectromecánicos (en inglés: Nanoelectromechanical Systems, NEMS), que están relacionados con los sistemas microelectromecánicos (en inglés: Microelectromechanical Systems, MEMS).
- Haces iónicos concentrados pueden ser controlados para eliminar o depositar material cuando gases precursores adecuados son aplicados al mismo tiempo. Por ejemplo, esta técnica es usada rutinariamente para crear secciones de material sub-100 nm para el análisis mediante microscopios electrónicos de transmisión.
- Las puntas de los microscopios de fuerza atómica pueden ser usadas como una "cabeza de escritura" a nanoescala para depositar un químico sobre una superficie en un patrón deseado en un proceso conocido como nanolitografía dip-pen, que luego es seguida por un proceso de aguafuerte para eliminar el material en un método arriba-abajo. Esta técnica cae en el subcampo más grande de la nanolitografía.

### Acercamientos funcionales
Estas buscan desarrollar componentes de una funcionalidad deseada sin importar como podrían ser ensambladas.
- La electrónica de escala molecular busca desarrollar moléculas con propiedades electrónicas útiles. Estas podrían entonces ser usadas como componentes de molécula única en un dispositivo nanoelectrónico.[38] Para un ejemplo ver el rotaxano.
- Los métodos químicos sintéticos también pueden ser usados para crear  motores moleculares sintéticos, tal como el conocido como nanoauto.

### Acercamientos biomiméticos
- La biónica o biomimesis buscan aplicar los métodos y sistemas biológicos encontrados en la naturaleza, para estudiar y diseñar sistemas de ingeniería y tecnología moderna. La biomineralización es un ejemplo de los sistemas estudiados.
- La bionanotecnología es el uso de las biomoléculas para aplicaciones en nanotecnología, incluyendo el uso de virus y ensamblajes de lípidos.[39][40] La nanocelulosa es una potencial aplicación a escala masiva.

### Especulativos
Estos subcampos buscan anticipar lo que las invenciones nanotecnológicas podrían alcanzar o intentan proponer una agenda que ordene un camino por el cual la investigación pueda progresar. A menudo estos toman una visión de una gran escala de la nanotecnología, con más énfasis en sus implicancias sociales que en los detalles de como tales invenciones podrían realmente ser creadas.
- La nanotecnología molecular es propuesta como un acercamiento que involucra la manipulación de una sola molécula de una forma finamente controlado y determinista. Esto es más teórico que otros subcampos, y muchas de las técnicas propuestas están más allá de las capacidades actuales.
- La nanorrobótica se centra en máquinas autosuficientes con alguna funcionalidad operando a nanoescala. Existen esperanzas de poder aplicar los nanorrobots en medicina,[41][42][43] aunque previamente deberán superarse las desventajas de tales dispositivos.[44] Sin embargo, se ha demostrado progreso en materiales y metodologías innovadores con algunas patentes otorgadas para nuevos dispositivos nanofabricadores para futuras aplicaciones comerciales, que también ayudan progresivamente al desarrollo de nanorrobots con algún uso de conceptos de nanobioelectrónica embebida.[45][46]
- Los nanosistemas productivos son "sistemas de nanosistemas" que serán complejos nanosistemas que producen partes atómicamente precisas para otros nanosistemas, no necesariamente utilizando nuevas propiedades nanoescalares emergentes, sino los bien comprendidos fundamentos de la fabricación macroscópica. Debido a la naturaleza discreta (a nivel atómico) de la materia y la posibilidad del crecimiento exponencial, esta etapa es vista como la base de otra revolución industrial. Mihail Roco, uno de los arquitectos de la Iniciativa Nanotecnológica Nacional de Estados Unidos, ha propuesto cuatro estados de la nanotecnología que parecen ser un paralelo del progreso técnico de la Revolución Industrial, progresando desde nanoestructuras pasivas a nanodispositivos activos a complejas nanomáquinas y finalmente a nanosistemas productivos.[47]
- La materia programable busca diseñar materiales cuyas propiedades puedan ser fácilmente, reversiblemente y externamente controlados. Está pensada como una fusión entre la ciencia de la información y la ciencia de los materiales.
- Debido a la popularidad y exposición mediática del término nanotecnología, las palabras picotecnología y femtotecnología han sido acuñados en forma análoga, aunque estos son raramente utilizados y solo de manera informal.

## Herramientas y técnicas

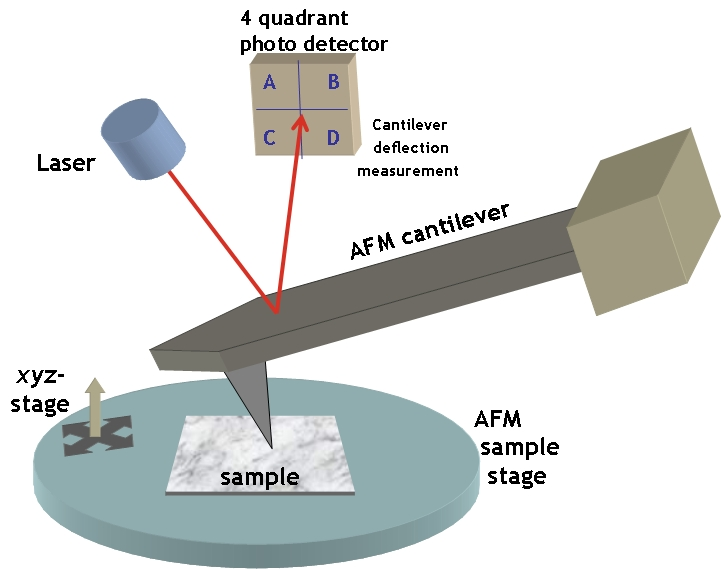
Típica configuración de un microscopio de fuerza atómica. Un voladizo microfabricado con una punta aguda es desviado por las características de una superficie de muestra, de forma similar a un fonógrafo, pero a una escala mucho más pequeña. Un haz láser se refleja en la parte trasera del voladizo en un conjunto de fotodetectores, permitiendo que el desvío sea medido y que se arme en una imagen de la superficie.

Existen varios importantes desarrollos modernos. El microscopio de fuerza atómica (en inglés: Atomic Force Microscope, AFM) y el microscopio de efecto túnel (en inglés: Scanning Tunneling Microscope, STM) son versiones tempranas de las sondas de barrido que lanzaron la nanotecnología. Existen otros tipos de microscopio de sonda de barrido. Aunque conceptualmente similares a los microscopios confocales de barrido desarrollados por Marvin Minsky en el año 1961 y al microscopio acústico de barrido (en inglés: Scanning Acoustic Microscope, SAM) desarrollado por Calvin Quate y asociados en la década de 1970, los microscopios de sonda de barrido más nuevos tienen una mucho más alta resolución, dado que ellos no están limitados por la longitud de onda del sonido o la luz.
La punta de una sonda de barrido también puede ser usada para manipular nanoestructuras (un proceso conocido como ensamblaje posicional). La metodología de barrido orientado a la característica sugerida por Rostislav Lapshin parece ser una forma prometedora de implementar estas nanomanipulaciones en modo automático. Sin embargo, esto es aún un proceso lento debido a la baja velocidad de barrido del microscopio.
Varias técnicas de nanolitografía tales como la litografía óptica, la nanolitografía dip-pen de litografía de rayos X, la litografía de haz de electrones o litografía de nanoimpresión también fueron desarrolladas. La litografía es una técnica de fabricación de arriba abajo donde el material en bruto es reducido en tamaño hasta lograr un patrón a nanoescala.
Otro grupo de técnicas nanotecnológicas incluyen a aquellas usadas para la fabricación de nanotubos y nanoalambres, aquellas usadas en la fabricación de semiconductores tales como la litografía ultravioleta profunda, la litografía de haz de electrones, maquinado de haz de iones enfocado, la litografía de nanoimpresión, la deposición de capa atómica y deposición molecular de vapor, y además incluyendo las técnicas de autoensamblaje molecular tales como aquellas que emplean copolímeros di-bloque. Los precursores de estas técnicas son anteriores a la era de la nanotecnología, y son extensiones en el desarrollo de los avances científicos más que técnicas que fueron ideadas únicamente con el propósito de crear nanotecnología y que fueron el resultado de la investigación nanotecnológica.
El acercamiento de arriba hacia bajo anticipa nanodispositivos que deben ser construidos pieza por pieza en etapas, de la misma forma que son fabricados el resto de las cosas. La microscopia de sonda de barrido es una importante técnica tanto para la caracterización como para la síntesis de nanomateriales. Los microscopios de fuerza atómica y los microscopios de efecto túnel de barrido pueden ser usados para examinar las superficies y para mover los átomos en ellas. Al diseñar diferentes puntas para estos microscopios, ellos pueden ser usados para tallar estructuras en las superficies y para ayudar a guiar las estructuras autoensambladas. Al utilizar, por ejemplo, el acercamiento de barrido orientado a las características, los átomos o moléculas pueden ser movidos en la superficie con las técnicas del microscopio de sonda de barrido. Actualmente, es caro y demoroso para ser utilizados en la producción en masa, pero son muy adecuadas para la experimentación en un laboratorio.
En contraste, las técnicas de abajo hacia arriba construyen o hacen crecer estructuras más grandes átomo por átomo o molécula por molécula. Estas técnicas incluyen síntesis química, autoensamblaje y ensamblaje posicional. La interferometría de polarización dual es una herramienta adecuada para la caracterización de películas delgadas autoensambladas. Otra variación del acercamiento de abajo arriba es el crecimiento epitaxial por haces moleculares (en inglés: Molecular Beam Epitaxy, MBE). Los investigadores de los Bell Telephone Laboratories tales como John R. Arthur, Alfred Y. Cho y Art C. Gossard desarrollaron e implementaron el MBE como una herramienta de investigación hacia finales de la década de 1960 y la década de 1970. Las muestras hechas por el MBE fueron claves para el descubrimiento del efecto Hall cuántico fraccionario por el cual el premio Nobel en Física del año 1998 fue otorgado. El MBE permite a los científicos disponer capas precisas atómicamente, y en el proceso, construir complejas estructuras. Importante para las investigaciones en semiconductores, la MBE también es usada ampliamente para hacer muestras y dispositivos para el recientemente emergente campo de la espintrónica.
Sin embargo, nuevos productos terapéuticos, basados en nanomateriales sensibles, tales como las vesículas ultradeformables y sensibles a la tensión Transfersome, que están en desarrollo y se encuentran aprobadas para uso humano en algunos países.

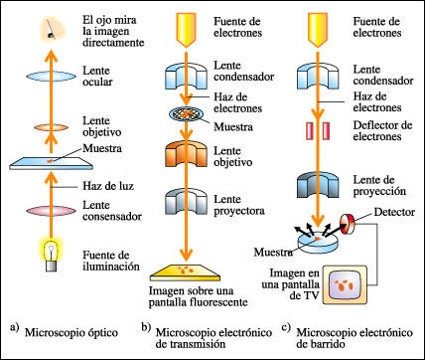
Desarrollo tecnológico para poder acceder a la nanotecnología.

Uno de los instrumentos clave en la micro y nano ciencia son los microscopios de barrido con sonda. Consisten básicamente en una plataforma y una sonda que efectúa un barrido o escaneado de la muestra.
El barrido puede hacerse moviendo ya sea la sonda o la plataforma, mediante actuadores de gran precisión. Los actuadores son un factor clave de esta tecnología.
La sonda puede elevarse o bajarse, con lo que se tiene un sistema con tres ejes coordenados, por una parte un plano x-y de barrido y por otra parte una altura z, con lo cual se puede estudiar el relieve o la topografía de las microestructuras.
No solo se mide la geometría de la muestra, sino que según el tipo de sonda usada se pueden medir también propiedades químicas, térmicas, eléctricas o mecánicas, con lo cual se abre una ventana muy amplia de información, que permite estudiar las propiedades de los nanomateriales.

## Inversión

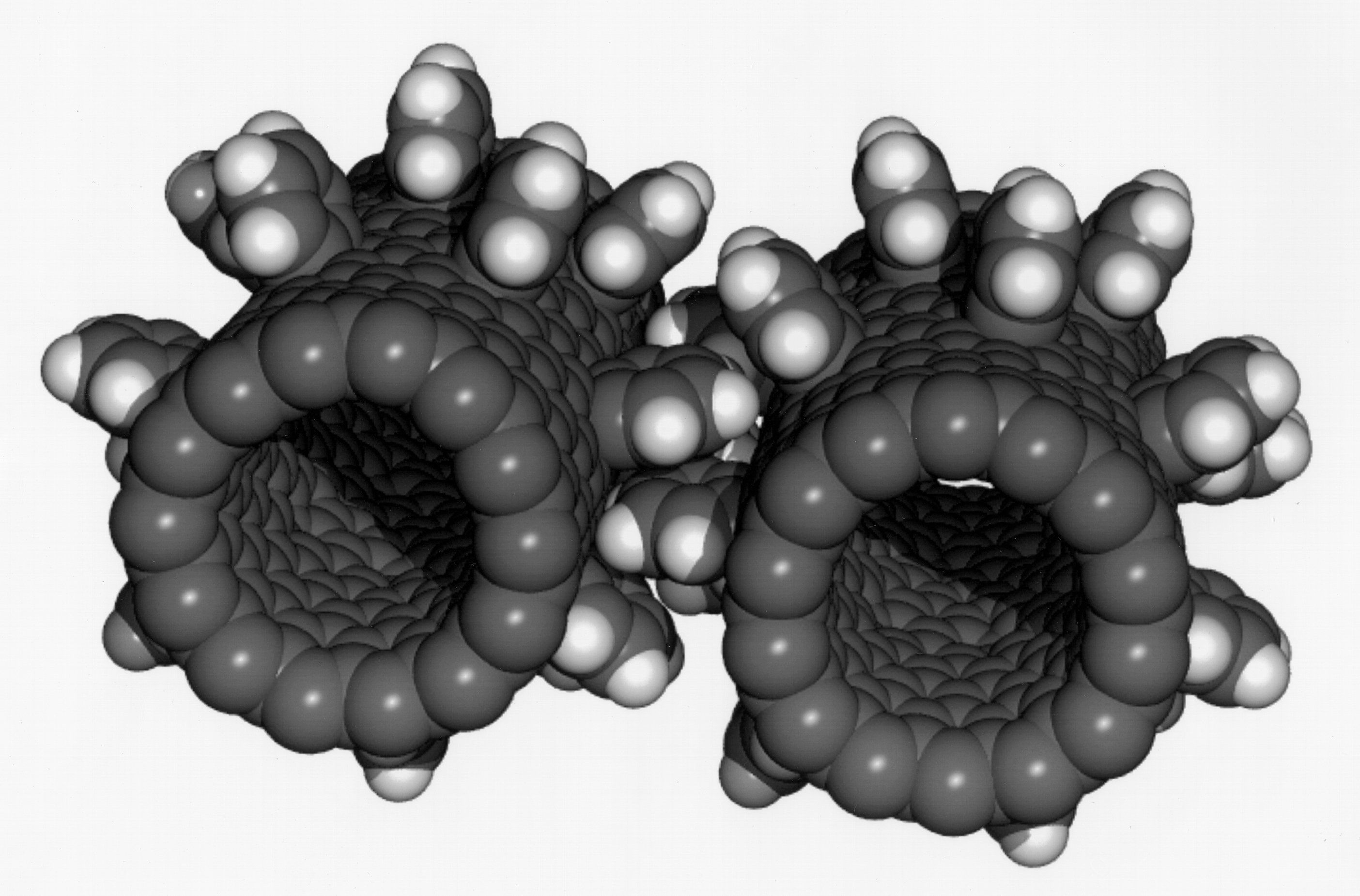
Nanoengranajes de fullereno

Algunos países en vías de desarrollo ya destinan importantes recursos a la investigación en nanotecnología. La nanomedicina es una de las áreas que más puede contribuir al avance sostenible del Tercer Mundo, proporcionando nuevos métodos de diagnóstico y cribaje de enfermedades, mejores sistemas para la administración de fármacos y herramientas para la monitorización de algunos parámetros biológicos.
Alrededor de cuarenta laboratorios en todo el mundo canalizan grandes cantidades de dinero para la investigación en nanotecnología. Unas trescientas empresas tienen el término “nano” en su nombre, aunque todavía hay muy pocos productos en el mercado.[cita requerida]
Algunos gigantes del mundo informático como IBM, Hewlett-Packard (HP), NEC e Intel están invirtiendo millones de dólares al año en el tema. Los gobiernos del llamado Primer Mundo también se han tomado el tema muy en serio, con el claro liderazgo del gobierno estadounidense, que dedica cientos de millones de dólares a su National Nanotechnology Initiative.
En España, los científicos hablan de “nanopresupuestos”. Pero el interés crece, ya que ha habido algunos congresos sobre el tema: en Sevilla, en la Fundación San Telmo, sobre oportunidades de inversión, y en Madrid, con una reunión entre responsables de centros de nanotecnología de Francia, Alemania y Reino Unido en la Universidad Autónoma de Madrid.
Las industrias tradicionales podrán beneficiarse de la nanotecnología para mejorar su competitividad en sectores habituales, como textil, alimentación, calzado, automoción, construcción y salud. Lo que se pretende es que las empresas pertenecientes a sectores tradicionales incorporen y apliquen la nanotecnología en sus procesos con el fin de contribuir a la sostenibilidad del empleo. Actualmente la cifra en uso cotidiano es del 0,2 %.

## Ensamblaje interdisciplinario
La característica fundamental de nanotecnología es que constituye un ensamblaje interdisciplinar de varios campos de las ciencias naturales que están altamente especializados. Por tanto, los físicos juegan un importante rol no solo en la construcción del microscopio usado para investigar tales fenómenos, sino también sobre todas las leyes de la mecánica cuántica. Alcanzar la estructura del material deseado y las configuraciones de ciertos átomos hacen jugar a la química un papel importante. En medicina, el desarrollo específico dirigido a nanopartículas promete ayuda al tratamiento de ciertas enfermedades. Aquí, la ciencia ha alcanzado un punto en el que las fronteras que separan las diferentes disciplinas han empezado a diluirse, y es precisamente por esa razón por la que la nanotecnología también se refiere a ser una tecnología convergente.
Una posible lista de ciencias involucradas sería la siguiente:
- Química (Moleculares y computacional)
- Bioquímica
- Biología molecular
- Física
- Electrónica
- Informática
- Matemáticas
- Medicina
- Nanoingenieria

## Nanotecnología avanzada
La nanotecnología avanzada, a veces también llamada fabricación molecular, es un término dado al concepto de ingeniería de nanosistemas (máquinas a escala nanométrica) operando a escala molecular. Se basa en que los productos manufacturados se realizan a partir de átomos. Las propiedades de estos productos dependen de cómo estén esos átomos dispuestos. Así por ejemplo, si reubicamos los átomos del grafito (compuesto por carbono, principalmente) de la mina del lápiz podemos hacer diamantes (carbono puro cristalizado). Si reubicamos los átomos de la arena (compuesta básicamente por sílice) y agregamos algunos elementos extras se hacen los chips de un ordenador.
A partir de los incontables ejemplos encontrados en la biología se sabe que miles de millones de años de retroalimentación evolucionada puede producir máquinas biológicas sofisticadas y estocásticamente optimizadas. Se tiene la esperanza que los desarrollos en nanotecnología harán posible su construcción a través de algunos significados más cortos, quizás usando principios biomiméticos. Sin embargo, K. Eric Drexler y otros investigadores han propuesto que la nanotecnología avanzada, aunque quizá inicialmente implementada a través de principios miméticos, finalmente podría estar basada en los principios de la ingeniería mecánica.
Determinar un conjunto de caminos a seguir para el desarrollo de la nanotecnología molecular es un objetivo para el proyecto sobre el mapa de la tecnología liderado por Instituto Memorial Battelle (el jefe de varios laboratorios nacionales de EE. UU.) y del Foresigth Institute. Ese mapa debería estar completado a finales de 2006.

## Futuras aplicaciones
Según un informe de un grupo de investigadores de la Universidad de Toronto, en Canadá, las quince aplicaciones más prometedoras de la nanotecnología son:
- Alimentos transgénicos.
- Almacenamiento, producción y conversión de energía.
- Armamento y sistemas de defensa.
- Cambios térmicos moleculares (Nanotermología).
- Construcción.
- Control de desnutrición en lugares pobres.
- Cosmética.
- Diagnóstico y cribaje de enfermedades.
- Detección y control de plagas.
- Informática.
- Monitorización de la salud.
- Procesamiento de alimentos.
- Producción agrícola.
- Resolución de la contaminación atmosférica.
- Sistemas de administración de fármacos.
- Tratamiento y remediación de aguas.
- Energías renovables: Actualmente, la demanda es cubierta principalmente por centrales que emplean energías no renovables (combustibles fósiles, materiales radioactivos). No obstante, el aumento del empleo en energías renovables es cada vez mayor haciendo que las infraestructuras actuales resulten insuficientes y caras, por lo que se hace necesaria la introducción de la nanotecnología en este ámbito. Se cree que en un futuro esta podría llegar a cambiar las matrices energéticas existentes. Una de las soluciones que se expone es la sustitución de las baterías del talón de Aquiles, cuya capacidad de almacenamiento es insuficiente, por baterías de flujo. Este tipo de baterías estarían basadas en la utilización de líquidos que contienen una red de partículas fluctuantes a nanoescala y podrían llegar a ser mucho más baratas.

## Aplicaciones actuales con nanotecnología
Textil. 
Desarrollo de tejidos inteligentes: capaces de repeler manchas, ser autolimpiables, anti olores o poseer nanochips para cambiar de color y temperatura.
Agricultura. 
Diseño de productos para mejorar plaguicidas, herbicidas y fertilizantes. La principal finalidad es el mejoramiento de suelos. Además, podemos incluir en esta categoría los nano sensores para la detección de agua, nitrógeno, agroquímicos, etc.
Cosmética. 
Desarrollo de cremas anti-arrugas o cremas solares con nanopartículas.
Ganadería. 
Desarrollo de nanopartículas con el fin de administrar vacunas o fármacos para los animales, así como destinados a detectar microorganismos, enfermedades y sustancias tóxicas.
Alimentos.  
Dispositivos (nanosensores y nanochips) que funcionen principalmente como nariz y lengua electrónica, es decir, para analizar aspectos relacionados con el olfato y el gusto. Son utilizados también para detectar la frescura y vida útil de un alimento, patógenos, aditivos, fármacos, metales pesados, toxinas, contaminantes… por otro lado, otro aspecto muy desarrollado es la creación de nanoenvases, como se explicará en el siguiente apartado. Estos poseen propiedades funcionales, nutritivas, saludables y organoeléctricas (descripciones de las características físicas que tiene la materia según las pueden percibir los sentidos, como sabor, textura, olor, color o temperatura).

### Nanotecnología aplicada al envasado de alimentos
La conservación de los alimentos es una idea que viene desde los inicios de la historia humana. A partir de la edad prehistórica, la necesidad de mejorar la preservación del alimento mediante diferentes técnicas ha sido un característica del comportamiento humano. Fermentación, salinización, secado al sol, rostización, curado, irradiación, carbonación y la adición de preservantes químicos y físicos, se han desarrollado desde el inicio de la humanidad. Todos estos métodos tienen la misma idea central. Evidencia arqueológica soporta la idea que las técnicas de preservación fueron desarrolladas en las civilizaciones griega, romana y egipcia. Sin embargo, los diversos métodos presentan el desafío de mantener las condiciones originales por periodos de tiempo prolongados.
Los métodos de envasado de alimentos tienen como objetivo asegurar la calidad de los alimentos para que permanezcan con sus propiedades de manera intacta. Los principales envases tienen como objetivo entregar protección física con el propósito de prevenir la contaminación de los alimentos con otros alimentos o con microorganismos. Los materiales de envasado están confeccionados preferentemente de materiales biodegradables, con el propósito de reducir la contaminación medioambiental. Esta idea se ha llevado a cabo gracias a la introducción de la nanotecnología. 
Una de las aplicaciones de la nanotecnología en el campo de envases para alimentación es la aplicación de materiales aditivados con nanoarcillas, que mejoren las propiedades mecánicas, térmicas, barrera a los gases, entre otras; de los materiales de envasado. En el caso de mejora de la barrera a los gases, las nanoarcillas crean un recorrido tortuoso para la difusión de las moléculas gaseosas, lo cual permite conseguir una barrera similar con espesores inferiores, reduciendo así los costos asociados a los materiales.
Los procesos de incorporación de las nanopartículas se pueden realizar mediante extrusión o por recubrimiento, y los parámetros a controlar en el proceso de aditivación de los materiales son: la dispersión nanopartículas, la interacción de las nanopartículas con la matriz, las agregaciones que puedan tener lugar entre las nanopartículas y la cantidad de nanopartículas incorporada.
Los nanosensores ayudan a detectar cualquier cambio en el color de los alimentos y ayuda a la detección de gases dentro del producto. Estos sensores son usualmente sensibles a gases como el hidrógeno, sulfuro de hidrógeno, óxido de nitrógeno, dióxido de sulfuro y amonio. Los nanosensores son dispositivos que procesan datos capaces de detectar cambios a nivel de luz, calor, humedad, gases y señales del tipo eléctricas y químicas.
Las nanoemulsiones son utilizadas para producir alimentos para aderezo de ensaladas, aceites saborizantes, endulzantes y otros- Ayudan en la liberación de diferentes sabores con la estimulación que tienen relación con calor, pH, ondas de ultrasonidos, etc. Las nanoemulsiones pueden retener los sabores eficientemente y prevenir la oxidación y las reacciones enzimáticas. Las nanoemulsiones son creadas principalmente a través del compromiso de alta energía con homogeneización de alta presión, métodos de ultrasonido, chorros coaxiales líquidos de alta velocidad y métodos con dispositivos de alta velocidad. De forma similar, los métodos de baja energía, compromete emulsificación de membranas, emulsificación espontánea, desplazamiento de solventes, punto de inversión de emulsiones y mediante puntos de inversión de fases. Las nanoemulsiones son creadas por dispersión de la fase líquida en una fase acuosa continua. Los componentes que son utilizados para la creación de nanoemulsiones son del tipo lipofílicos.

### Nanotecnología aplicada a la administración de fármacos
Dentro de las posibilidades de administración de fármacos, ha surgido la posibilidad de utilizar la nanotecnología como un sistema de liberación del principio activo. En general los vehículos utilizados para administrar un fármaco, deben ser de baja toxicidad, con propiedades óptimas para el transporte y liberación y vida media larga. Ejemplos de nanosistemas son: micelas, liposomas, dentrímeros, nanopartículas, nanotubos y bioconjugados.
Las nanopartículas son partículas sólidas coloidales con un tamaño de 1 nm a 1000 nm que son utilizadas como agentes de administración de fármacos. Con esto se logra un aumento en la velocidad de disolución y el límite de saturación de la solubilidad. Existe además un tipo especial llamadas nanopartículas lipídicas sólidas (SLN). Estas nanopartículas protegen al principio activo contra la degradación química, además de generar una mayor flexibilidad en la modulación de la liberación del fármaco.
Los liposomas son moléculas amfifílicas, como los fosfolípidos, que forman vesículas de membranas en bicapas que pueden llevar a vesículas. Los liposomas son estructuras esféricas formadas por una o más capas que contienen en su interior una fase acuosa. Los liposomas se han utilizado para mejorar el efecto terapéutico de fármacos muy potentes. Se considera que este sistema de distribución reduce la toxicidad.
Los bioconjugados o conjugados poliméricos actúan como transportadores y como componentes biológicos (péptidos, proteínas, nucleótidos) que actúan como ligandos para efectos terapéuticos específicos o dianas. Un ejemplo de bioconjugados con los productos obtenidos de la adición de polietilenglicol (PEG) a fármacos o proteínas terapéuticas.
Los dendrones o dendrímeros son nanomateriales que pueden incorporar bloques poliméricos sintéticos o componentes naturales. Su estructura factorial jerárquica presenta numerosos sitios de conjugación para cargos o motivos diana.
Las nanopartículas inorgánicas son nanopartículas construidas a partir de materiales inorgánicos. Los materiales más comunes son puntos cuánticos junto con oro, plata, óxido de hierro o nanopartículas mesoporosas. Las propiedades características de cada material son el tamaño, la carga, la química de la superficie y la estructura.
Uno de los primeros fármacos en nanomedicina que mostró ser seguro para la FDA fue obtenido por las encapsulaciones de doxorrubicina dentro de los liposomas. Esta nanoformulación mejoró las características farmacocinéticas y de distribución de doxorrubicina, lo que lleva a la prolongación de la vida media y generar un proceso de acumulación en el tejido tumoral.
En los últimos años se han desarrollado dispositivos implantables de distribución de fármacos. La principal función de esta nueva tecnología es la administración controlada de fármaco durante varias semanas a meses, de acuerdo las necesidades terapéuticas de un paciente individual. Terapias a largo plazo pueden ayudar a mejorar el cumplimiento y la adherencia de los pacientes a los tratamientos farmacológico. Los dispositivos implantables utilizan una estrategia on demand de los agentes terapéuticos y algunas tecnologías ayudarían a controlar la liberación de manera remota, mediante radiofrecuencia, energía de ultrasonido y de campos magnéticos, se podrían activar y controlar las administraciones. A pesar del gran número de estudios reportados acerca de los dispositivos médico autorregulados y de los esfuerzos tecnológicos, no se ha logrado probar los beneficios de este tipo de tecnologías.

### Nanotecnología aplicada a la terapia del cáncer
Uno de los aspectos más desafiantes en las terapias que existen contra el cáncer, es la especificidad de los tratamientos. Esto podría conducir a reducir los efectos tóxicos que se generan luego de administrar las terapias anticancerígenas. Además de esta posibilidad, podría mejorarse la solubilidad y biodisponibilidad de fármacos que son pobremente solubles. Debido a estas necesidades, han surgido algunas investigaciones que utilizan nanotransportadores (liposomas, micelas poliméricas y nanoparticulas poliméricas) para la preparación de nuevas formulaciones que mejoran la biodisponibilidad de estos tratamientos y mejoran la distribución del fármaco anticancerígeno en el sitio del tumor. Dentro de los factores que se consideran del tipo fisicoquímicos, se encuentra el potencial Z, el tamaño de partícula, la carga catiónica de la superficie y la solubilidad.

### Nanotecnología aplicada a la terapia del VIH/sida
Los de distribución de fármacos aplicados a distribución sistémica de fármacos antivirales podría tener ventajas similares a los ejemplos exitosos en la terapia contra el cáncer. Los sistemas de liberación controlada podría aumentar la vida media de los fármacos, manteniendo concentraciones plasmáticas en niveles terapéuticos por periodos de tiempo más prolongados que tengan finalmente impactos en la eficacia de la terapia farmacológica. Adicionalmente se podría obtener un mejor perfil de seguridad que lleve una mejor adherencia de los pacientes. De manera específica, la distribución dirigida de fármacos antivirales frente a células CD4+ y macrófagos, tanto como la distribución a órganos de difícil acceso como el cerebro, que podrían asegurar la mantención de las concentraciones a través de la generación de reservas latentes. De forma conjunta a la mejora de la terapia farmacológica, ha nacido la idea de lograr realizar terapia génica a través de la nanotecnología. Al parecer es una promisoria la terapia génica, en la cual un gen es insertado dentro de una célula para llevar a un interferencia de los procesos de infección o replicación. Existe evidencia que indica que el silenciamiento de genes podría ser una potencial herramienta para atacar los genes de interés. Se ha descrito también que podría ser posible generar vacunas que sean eficaces y seguras en contra del VIH/sida. Es posible utilizar antígenos encapsulados en su centro desde los cuales las células presentadoras de antígenos pueden procesar, presentar y cross-presentar antígenos a las células CD4+ y CD8+, respectivamente, o absorber antígenos en su superficie, permitiendo a las células B generar una respuesta humoral. Por otro lado, la inmunoterapia para VIH/sida basada en agentes virales y administración de células dendríticas autólogas generadas ex-vivo.

### Nanotecnología aplicada a la terapia del Alzheimer
Los métodos de tratamientos mediante nanotecnología han resultado con interesantes resultados en la terapia de la enfermedad de Alzheimer. Los fármacos usualmente disponibles para el tratamiento de la enfermedad de Alzheimer, incluyen fármacos que son inhibidores de la enzima acetilcolinesterasa, que poseen una pobre solubilidad y baja biodisponibilidad. Adicionalmente, estos fármacos poseen una incapacidad de atravesar la barrera hemato-encefálica, por lo que el mejoramiento en la distribución de estos fármacos en el sitio de acción, es desafiante a nivel de tecnológico. Las nanotecnologías incluidas son las nanopartículas poliméricas, las nanopartículas sólido-lípido, transportadores de nanoestructuras lípidas, microemulsión, nanoemulsión y cristales líquidos. Las características fisicoquímicas especiales de los fármacos disponibles para el tratamiento del Alzheimer llevan a falla terapéutica en muchos casos. Estas limitaciones se han superado, en parte, debido al desarrollo de la administración intranasal, lo cual favorece una alternativa no invasiva de la distribución del fármaco a nivel del sistema nervioso central, a través del paso por la barrera hemato-encefálica.

## Nanotecnología del ADN
Las aplicaciones de la nanotecnología en la biología celular tienen como foco desafiante la molécula de ácido desoxirribonucleico (ADN). Se han desarrollado elementos estructurales con una cierta lógica molecular para llevar a cabo acciones terapéuticas en un determinado tipo celular o tejido, llevando a una mayor especificidad y disminuyendo los efectos indeseables de las terapias convencionales. Además las nanoestructuras de ADN pueden ser utilizadas como una unión programable de fármacos, ligandos diana y otras modificaciones o sistemas como bicapas lipídicas. Por otro lado, se han desarrollado sondas de imagen con buena sensibilidad y especificidad, que se consideran mecanismos de amplificación basados en ADN y que pueden ser programados para interactuar específicamente con las secuencias de ácido ribonucleico (ARN) a nivel intracelular. Otra aplicación es la generación de estructuras de ADN que entregan un control preciso a la organización espacial intracelular, proporcionando una base para desarrollar sistemas de cuantificación a nivel subcelular. Las nanoestructuras de ADN como vehículos de liberación de fármacos se ha desarrollado de manera importante en los últimos años. Para tal efecto, los oligodesoxinucleotidos CpG (ODNs) pueden disparar una respuesta inmune innata activando los receptores tipo Toll del tipo TLR9. Dichos ODNs se han convertido en un interesante cargo terapéutico debido a que puede ser integrado directamente dentro de la nanoestructura del ADN a través de hibridación. Se han desarrollado moléculas de ADN en forma de Y con motivos CpG que pueden desencadenar una respuesta inmune aumentando la eficiencia de captación de macrófagos. Otros hallazgos han llevado a la creación de complejos de vacunas sintéticas por ensamblaje de nanoestructuras de ADN tetraedricas (TDNs) que fueron modificadas con estreptavidina y ODNs CpG. En ese caso la estreptavidina sirve como un antígeno modelo que lleva a que el constructo genere anticuerpos IgG anti-estreptavidina.

## Nanotecnología por países

### Argentina

#### Desarrollo conceptuales
Según la Fundación Argentina de Nanotecnología (FAN), “Las propiedades de la materia cambian cuando se pasa de una escala macroscópica, a la nanoscópica… En la nanoescala las propiedades intensivas (color, punto de fusión, densidad, conductividad eléctrica y térmica, etc) cambian sorprendentemente, no dependen de la cantidad de materia. Por ejemplo las plata, el cual en las distintas escalas adquiere distintos colores.”
En cambio, las nanociencias según la Escuela de Nanociencias y Nanotecnologías de la Argentina, a diferencia de las nanotecnologías, abordan el estudio y explicación de los aspectos fundamentales y tecnológicos de las propiedades y procesos físicos, químicos y/o biológicos que emergen en sistemas y materiales a la nanoescala; Además de las distintas técnicas, cálculos y herramientas para la fabricación y control de los nanosistemas.

#### Historia de la Nanotecnología en la Argentina.
Desde principios de los años 2000, esta tecnología ha experimentado un fuerte crecimiento en todo el mundo, a partir de la fabricación de un gran número de productos beneficiados con sus aportes. En ese contexto, nuestro país ha desarrollado un ecosistema de grupos de investigación, empresas y otros actores públicos y privados que han trabajado y trabajan en esa misma dirección.
En marzo de 2004 se realiza en la entonces Secretaría de Ciencia, Tecnología e innovación Productiva (SECyT), y actualmente Ministerio de Ciencia, Tecnología e Innovación) el primer taller nacional sobre las nanociencias y nanotecnologías.
Es en 2005 donde el Estado anunció la creación de la Fundación Argentina de Nanotecnología (FAN) que hoy en día sigue activa y es un pilar importantísimo en el desarrollo y producción de la Nanotecnología en Argentina.
Considerada una tecnología de propósito general por su capacidad de ofrecer innovaciones a industrias muy disímiles entre sí como la medicina, los alimentos y la electrónica, la nanotecnología se ha convertido en un campo de relevancia en el desarrollo científico y tecnológico de los países y la Argentina no es la excepción. En la actualidad, el país cuenta con 335 grupos en 91 institutos de ciencia y tecnología que desarrollan líneas de investigación en el tema y, a su vez, según el relevamiento realizado, existen 73 empresas nacionales que comercializan productos o procesos con sus aportes o están en proceso de hacerlo.
El abanico de opciones es realmente muy amplio, en Argentina por ejemplo, existen empresas que fabrican implantes dentales con bio nanomateriales, barbijos con nanopartículas de plata y cobre, alimentos saludables enriquecidos con nanomateriales orgánicos biodegradables o insumos sustentables para la producción agrícola.  A esos actores que constituyen parte del ecosistema, se suman otros para potenciarlos; entre ellos están las unidades de vinculación tecnológica, las incubadoras, las universidades y los organismos públicos que también juegan un rol clave en su desarrollo.  
Geográficamente, la distribución de las instituciones que participan en el desarrollo de la nanotecnología en la Argentina se concentra en las provincias del centro y específicamente en las grandes ciudades como Capital Federal, Córdoba, Río Cuarto, Santa Fe, Rosario, Mendoza, La Plata, Mar del Plata y Bahía Blanca. Si bien estos son los lugares principales, también existen institutos con sus grupos de investigación y en algunos casos empresas en las provincias del norte y sur del país, fundamentalmente en Bariloche y San Miguel de Tucumán, entre otras ciudades.

#### Herramientas, aplicaciones y desarrollos de la nanotecnología en la Argentina.
Los microscopios convencionales ópticos, como los que podemos encontrar en los laboratorios de instituciones de educación primarios y secundarios, quedan obsoletos. Actualmente se cuenta con herramientas muy útiles, los microscopios de alta resolución, como el microscopio electrónico de barrido (SEM) de la Universidad de Buenos Aires (UBA), el cual nos permite visualizar los sistemas nanométricos, como por ejemplo nanopartículas de Cu20 (dióxido de cobre) utilizadas en el sector agrónomo como fungicida.
Argentina actualmente cuenta con un incremento de instrumentos y aplicaciones de la nanotecnología, donde el 60 % de la I+D es realizada por grupos de investigación en institutos y centros que se encuentran en organismos de ciencia y tecnología o en Universidades mayoritariamente públicas y algunas privadas.
Ya en 2011, el Laboratorio de Microscopía Electrónica y Análisis por Rayos X (LAMARX) adquirió una microsonda por un valor de 1,8 millones de dólares, la cual se encuentra en la Facultad de Matemática, Astronomía, Física y Computación (FAMAF), perteneciente a  la Universidad Nacional de Córdoba (UNC).
Actualmente, se cuenta además entre otros, la Nanofab, un laboratorio de asesoramiento, incubación y servicios de equipamiento público que cuenta con la participación de más de 25 instituciones.
Las aplicaciones de la nanotecnología y los nanomateriales abarcan todo tipo de sectores industriales. En la Argentina algunas de estas son:
Medio ambiente: Según la FAN “Nanotek S.A. plantea la utilización de nanopartículas de hierro cerovalentes en napas subterráneas para la absorción de arsénico, sustancia que afecta a una gran parte del territorio nacional (16 provincias, 435 000 km2 y 2,5 millones de habitantes) e implica un desembolso de 14 millones de dólares para el presupuesto del área de salud pública”.
Biomedicina: La pandemia generada por el Covid-19 (SARS-CoV-2) conllevo a la creación y mejoras de los barbijos, nuevamente empleando tecnologías desarrolladas por Nanotek S.A. los cuales indican que estos barbijos: “Poseen nanopartículas de plata que liberan iones positivos, capaces de alterar los procesos biológicos de los microorganismos.”
Energía: Existen 22 grupos en la Argentina en dirección a producir nuevos materiales con mayor eficiencia para su utilización en el sector energético,, por ejemplo en los componentes de los molinos eólicos (mejorar su resistencia y disminuir su peso) y paneles solares (semiconductores capaces de captar mayor energía solar).

## Consideraciones legales y éticas
Por su parte, en el ámbito legislativo la Comisión Europea proporciona una posible definición de los nanomateriales en función de su tamaño(sin tener en cuenta el riesgo que puedan suponer). Sin embargo, es realmente complicado trazar la línea para su identificación una vez incorporados a los productos finales. Por otro lado, la producción e importación de este tipo de materiales dependen de los compuestos químicos que los formen, ya que todos ellos deben estar recogidos en el REACH. Además, se exigen técnicas de etiquetado y envasado rigurosas de estos nanomateriales (especialmente si contienen sustancias peligrosas, en cuyo caso se debe notificar a la CLP); así como la provisión de un protocolo de actuación para garantizar un uso seguro de los mismos. Pese a todo, las implicaciones legislativas son tremendamente amplias al tratarse de una disciplina que tantos ámbitos científicos abarca, y quedan pendientes cuestiones comoel derecho sanitario, la regulación del mercado o la protección de datos.
En cuanto a las consideraciones éticas, estas se llevan discutiendo desde el año 2003, en la reunión celebrada en diciembre por parte de la COMEST(un cuerpo administrativo de la UNESCO) en Río de Janeiro. Tres años después, en la reunión celebrada en Dakar, se elaboró un escrito más detallado al respecto, que son las conocidas “Recomendaciones de la COMEST sobre políticas en materia de nanotecnología y ética”. En este documento se habla, entre otras cosas, sobre:
- La dificultad de identificar la toxicidad de los nanomateriales y de los posibles daños a largo plazo que estos pudieran causar, ya sea a los individuos o al medio ambiente.
- Otro aspecto muy interesante es la privacidad y confidencialidad, ya que estas tecnologías podrían suponer la implantación de dispositivos de vigilancia nunca vistos; por lo que definir bajo qué términos se aceptaría esto es algo que también queda en el aire.
- En otro apartado también se alude a cómo la línea entre tecnología y ciencia cada vez se ve más desdibujada, y a la posibilidad de que la propiedad intelectual pudiera contribuir a la “nanobrecha” entre países desarrollados y aquellos que están en vías de ello.
- En líneas generales, se alude a la necesidad de una formación ética al respecto, especialmente en el ámbito científico y tecnológico. También se propone la acción inversa, es decir, que los especialistas en ciencias sociales amplíen sus bases de conocimientos científicos; resultando en un efecto más de la pluri-afección de la nanotecnología.
- Se hace especial hincapié en la exigencia de fomentar el debate participativo, ya que, al ser una cuestión interdisciplinar, expertos de todas las áreas deben sentarse a debatir cuestiones como los riesgos que entrañan, los potenciales beneficios de las mismas o los contextos de aplicación más favorables.

Sin embargo, pese a todo el debate y la aparente fragilidad de los mecanismos legislativos y éticos, hoy en día existen cientos de productos que incorporan este tipo de tecnologías en el mercado, especialmente medicamentos y cosméticos. Esta situación se ve reflejada de estupenda manera en el artículo “La ética y el desarrollo de la Nanotecnología”, en el que Hugh Lacey alude a que el contexto del desarrollo de la nanotecnología es realmente similar al de los productos transgénicos en su momento, es decir, guiado principalmente por el beneficio económico (y cuanto más inmediato, mejor). En cambio, el debate ético sobre cuestiones como los riesgos que estas tecnologías podrían entrañar o los potenciales beneficiarios queda en segundo plano, porque implicaría retrasar el avance científico y la posibilidad de quedarse atrás tecnológicamente.